# Жолдаки (Конотопский район)
Жолдаки́ (укр. Жолдаки) — село,
Кузьковский сельский совет,
Конотопский район,
Сумская область,
Украина.
Код КОАТУУ — 5922085003. Население по переписи 2001 года составляло 149 человек.

## Географическое положение
Село Жолдаки находится на левом берегу реки Сейм,
выше по течению на расстоянии в 6 км расположено село Новомутин,
на противоположном берегу — село Заболотово (Кролевецкий район).
Река в этом месте извилистая, образует лиманы, старицы и заболоченные озёра.
К селу примыкает большой лесной массив (дуб, осина, сосна).

## История
- 1721 — дата основания.
- На начале 70-тых в Жолдаках был основан лагерь «Березка»

## Экономика
- Усадьба «Северный лес»
- Дом отдыха «Сосновый бор»